# クリルタイ
クリルタイ（モンゴル語：ᠻᠦᠷᠦᠯᠳᠠᠶ、Хуралдай、Khuruldai、トルコ語：Kurultay）は、中世から近世にかけて開催されたモンゴルの最高意思決定機関である。有力者が集まってカアンの位の決定、戦争・法令などを議題にした。『元朝秘史』では忽隣塔、『集史』などのペルシア語資料では قوريلتاى Qūrīltāī などと表記される。
『元朝秘史』などの中世モンゴル語では qurilta と言うが、これは「（血縁関係の者が）集まる」を意味する語幹 quri- に、動詞から実詞を形成する接尾辞 -lta〜lte が付された形で、いわば動詞 quri- の名詞形にあたり、「集まり」ほどの意味になる。ただ、この qurilta とはただの「集まり」ではなく、「血族類縁者の集まり」である。
モンゴル皇帝（カアン）の命のもとに広く召集された王族および有力諸部族の首長・重臣たちからなる遊牧国家の最高の政治会議である。その役割は、第一に皇帝候補者の選定と即位、第二に諸外国への遠征計画、第三に法令の制定、などが含まれていた。開催時期は春期や夏期が多く、大河の水源地域など牧草地や水情に恵まれた土地が開催地として選ばれた。また回数も、皇帝一代のうちでせいぜい2～3回程度で、皇帝のオルドの近傍で定められ、国政についての様々な討議ののちに、場合によっては1週間以上にもわたる長い祝宴（トイ toi）が常に伴った。
モンゴル皇帝や皇族たちがウルスの方針を決めるために主催するこれらのクリルタイは、特に大クリルタイ（Yeke Qurilta、 ペルシア語では Qūrīltāī-yi Buzurg）と呼ばれた。その他の集会をジェルゲ（jerge）と呼んでいた。

## 著名なクリルタイ
- 1206年初春、テムジンがモンゴル高原をほぼ統一してチンギス・カンの尊称を得たクリルタイ（オノン川河源）
- 1226年8月、オゴデイがチンギスの後を継いで即位したクリルタイ（ケルレン川とセングル川の合流部コデエ・アラル）
- 1246年8月26日、摂政監国ドレゲネ皇后の招請によって開催されグユクが即位したクリルタイ（ココ・ナウル）
- 1249年、グユクの死の直後にバトゥによってトゥルイ・ジョチ両家を中心に開催されたクリルタイ（イリ川上流ジュンガル・アラタウ山脈方面のアラ・カマク）
- 1251年7月1日、バトゥ主導によってモンケが即位したクリルタイ（コデエ・アラル）
- 1260年4月、クビライが金蓮川の開平府にて自派のみで即位したクリルタイ

## 現代
2020年キルギス反政府運動で実権を掌握したサディル・ジャパロフは、各民族や宗教・地方・政治・社会勢力の代表者を集めた諮問・調整機関としてクルルタイ（国民会議）を2021年に創設する手続きを進めている。
現在のアフガニスタンにおいて国会に相当するロヤ・ジルガの「ジルガ」は、上記のモンゴル語のジェルゲに由来する。